# フェニラミドール
フェニラミドール（Fenyramidol (INN) or phenyramidol (BAN, USAN)）は商品名Cabralとして知られる筋弛緩剤である。

## 薬物相互作用
フェニラミドールはフェニトインの代謝を阻害するため、血漿中フェニトイン濃度が上昇する可能性がある。